# Edvard Munch
Edvard Munch, norveški slikar in grafik, * 12. december 1863, Ådalsbruk, Løten, Norveška, † 23. januar 1944, Oslo.
Njegovo otroštvo je bilo zasenčeno zaradi bolezni, žalosti in strahu pred podedovanjem duševnega stanja, ki je bilo značilno za družino. Med študijem na Kraljevi šoli za umetnost in oblikovanje v Kristianii (današnji Oslo) je Munch začel živeti boemsko življenje pod vplivom nihilista Hansa Jægerja, ki ga je nagovarjal k slikanju lastnega čustvenega in psihološkega stanja ('slikanje duše'); iz tega je nastal njegov značilen slog.
Potovanja so prinesla nove vplive in izhode. V Parizu se je veliko naučil od Paula Gauguina, Vincenta van Gogha in Henrija de Toulouse-Lautreca, zlasti njihove uporabe barv. V Berlinu je srečal švedskega dramatika Augusta Strindberga, ki ga je naslikal, ko se je lotil velike serije slik, ki jih je pozneje poimenoval Friz življenja in prikazuje vrsto globoko čutečih tem, kot so ljubezen, tesnoba, ljubosumje in izdaja, prepojen z atmosfero.

## Izbor del
- Bolni otrok, 1885-6 (6 različic; s sliko je izrazil občutke ob smrti starejše sestre)
- Avtoportret, 1881-2 (spada med zgodnje portrete; prikazuje mladega fanta)
- Karen Bjolstad v gugalniku, 1884 (naslikal je svojo teto Karen)
- Pomlad, 1889
- Krik, 1893
- Madona – 1894
- Vampir
- Poljub, 1897, Oslo
- Dan po tem
- Ples življenja